# Джузеппе Савольді
Джузеппе Савольді (італ. Giuseppe Savoldi, нар. 21 січня 1947, Горлаго) — колишній італійський футболіст, що грав на позиції нападника. По завершенні ігрової кар'єри — футбольний тренер. Триразовий володар Кубка Італії. Його молодший брат Джанлуїджі Савольді і син Джанлука Савольді також були професійними футболістами.
Виступав за «Аталанту», «Болонью» та «Наполі», а також національну збірну Італії. 

## Клубна кар'єра
У дорослому футболі дебютував 1965 року виступами за «Аталанту», в якій провів три сезони, взявши участь у 57 матчах чемпіонату.
Своєю грою за цю команду привернув увагу представників тренерського штабу «Болоньї», до складу якої приєднався влітку 1968 року. Відіграв за болонську команду наступні сім сезонів своєї ігрової кар'єри. Більшість часу, проведеного у складі «Болоньї», був основним гравцем атакувальної ланки команди і одним з головних бомбардирів команди, маючи середню результативність на рівні 0,42 голу за гру першості. За цей час двічі виборював титул володаря Кубка Італії, а також став найкращим бомбардиром Серії А (1973) та Кубка Італії (1970 та 1974).
Влітку 1975 року за рекордну на той момент суму в 1,2 млн. фунтів перейшов в «Наполі», у складі якого провів наступні чотири роки своєї кар'єри гравця, вигравши в першому ще один Кубок Італії. Граючи у складі «Наполі» також здебільшого виходив на поле в основному складі команди і був серед найкращих голеодорів, відзначаючись забитим голом в середньому щонайменше у кожній третій грі чемпіонату та ставши найкращим бомбардиром Кубка Італії у 1978 році.
Влітку 1979 року повернувся до «Болоньї», проте ще по ходу першого сезону був дискваліфікований на 3,5 роки за участь у договірних матчах.
Відбувши два роки дискваліфікації, повернувся у футбол в сезоні 1982/83 до складу «Аталанта», що вилетіла до Серії В. Джузеппе зіграв за сезон у 16 матчах, забивши лише один гол, після чого завершив ігрову кар'єру.

## Виступи за збірні
Протягом 1968–1969 років залучався до складу молодіжної збірної Італії. На молодіжному рівні зіграв у 7 офіційних матчах, забив 1 гол.
8 червня 1975 року дебютував в офіційних матчах у складі національної збірної Італії в товариській грі проти збірної СРСР. Протягом року у національній команді провів 4 матчі, в тому числі два в рамках проваленого відбору на Євро-1976, а також забив один гол в товариській грі зі збірною Греції, проте в основному складі збірної закріпитись так і не зміг і викликатись перестав.

## Кар'єра тренера
Розпочав тренерську кар'єру, повернувшись до футболу після невеликої перерви, 1988 року, очоливши тренерський штаб клубу «Тельгате».
Надалі в 1989–1991 роках очолював «Каррарезе».
Останнім місцем тренерської роботи Савольді був клуб «Сієна», який Джузеппе недовго очолював 1997 року.

## Статистика виступів

### Статистика клубних виступів
| Сезон   | Клуб       | Чемпіонат | Чемпіонат | Чемпіонат |
| Сезон   | Клуб       | Ліга      | Ігор      | Голів     |
| ------- | ---------- | --------- | --------- | --------- |
| 1965-66 | «Аталанта» | A         | 4         | 0         |
| 1966-67 | «Аталанта» | A         | 26        | 5         |
| 1967-68 | «Аталанта» | A         | 27        | 12        |
| 1968-69 | «Болонья»  | A         | 25        | 9         |
| 1969-70 | «Болонья»  | A         | 30        | 6         |
| 1970-71 | «Болонья»  | A         | 28        | 15        |
| 1971-72 | «Болонья»  | A         | 30        | 11        |
| 1972-73 | «Болонья»  | A         | 30        | 17        |
| 1973-74 | «Болонья»  | A         | 30        | 12        |
| 1974-75 | «Болонья»  | A         | 28        | 15        |
| 1975-76 | «Наполі»   | A         | 28        | 14        |
| 1976-77 | «Наполі»   | A         | 30        | 16        |
| 1977-78 | «Наполі»   | A         | 30        | 16        |
| 1978-79 | «Наполі»   | A         | 30        | 9         |
| 1979-80 | «Болонья»  | A         | 29        | 11        |
| 1982-83 | «Аталанта» | B         | 16        | 1         |

### Статистика виступів за збірну
| Дата       | Місто     | Господарі | Результат | Гості      | Турнір            | Голи | Примітки |
| ---------- | --------- | --------- | --------- | ---------- | ----------------- | ---- | -------- |
| 08/06/1975 | Москва    | СРСР      | 1 – 0     | Італія     | товариський матч  | -    |          |
| 27/09/1975 | Рим       | Італія    | 0 – 0     | Фінляндія  | Відбір до ЧЄ 1976 | -    |          |
| 22/11/1975 | Рим       | Італія    | 1 – 0     | Нідерланди | Відбір до ЧЄ 1976 | -    |          |
| 30/12/1975 | Флоренція | Італія    | 3 – 2     | Греція     | товариський матч  | 1    |          |
| Усього     |           | Матчів    | 4         |            | Голів             | 1    |          |

## Титули і досягнення

### Командні
- Володар Кубка Італії (3):

«Болонья»: 1969-70, 1973-74
«Наполі»: 1975-76

### Особисті
- Найкращий бомбардир Серії A (1): 1972-73
- Найкращий бомбардир Кубка Італії (3): 1969-70 (10), 1973-74 (10), 1977-78 (10)
- Рекордний трансфер у світовому футболі: 1975 (1,2 млн. євро)